# Geschichte des Einsiedlers mit dem Schmalz
Die Geschichte des Einsiedlers mit dem Schmalz ist ein orientalisches Märchen aus den Geschichten aus Tausendundeiner Nacht. Sie ist in der Arabian Nights Encyclopedia als ANE 238 gelistet. Die Erzählung ist als Schachtelgeschichte Teil der größeren Geschichte des Königs Kalad und seines Wesirs Schimas.
Die Kurzgeschichte enthält die Lehre, dass man nicht von dem sprechen soll, was noch nicht da ist, bzw. man den Tag nicht vor dem Abend loben soll.

## Handlung
Einst lebte ein Einsiedler in einer Stadt bei einem vornehmen Mann, der ihn sehr liebte und jeden Tag drei Brötchen und etwas Honig und Schmalz reichen ließ. Da Schmalz sehr selten und teuer war, sammelte der Einsiedler alles, was er von seinem Gönner erhielt, in einem großen Krug, und stellte über den Balken über seinem Bett, um ihn im Auge zu behalten. Eines Tages fiel dem Einsiedler ein, dass der Preis für den Schmalz inzwischen sehr hoch war. Der Einsiedler beginnt zu fantasieren, was er mit dem Schmalz alles erreichen könne. So werde er jetzt davon eine Ziege kaufen und dann in eine Gemeinschaft mit einem Bauern gehen, der einen Ziegenbock hat. In den nächsten Jahre werde eine Herde aus ihnen entstehen, dann werde er die Ziegen verkaufen und Kühe kaufen und auch diese vermehren, sich ein schönes Gut kaufen und es bebauen. Dann werde er ein Schloss darauf bauen, sich kostbare Kleider und Sklaven und Sklavinnen kaufen. Schließlich werde er eine Tochter eines reichen Kaufmanns oder Fürsten heiraten und eine opulente Hochzeit feiern und einen Sohn bekommen, den er gut erziehen werde und wenn nicht werde er ihn mit dem Stock züchtigen. Bei diesen Worten streckte er den Stock kräftig nach oben, traf den Schmalzkrug und zerbrach ihn, das Schmalz stürzte über seinen Kopf herunter, beschmierte sein Gesicht und seinen Bart, und befleckte seine Kleider und sein Bett, und so wurde er eine Warnung für jene, die andere belehren wollen.

## Hintergrund
Die Geschichte findet sich in der Kalkutta-II-Edition und wurde von Richard Francis Burton und Enno Littmann in ihre Sammlungen eingefügt. Gustav Weil griff auf die Bulaq-Edition zurück.

## Ausgaben
- Gustav Weil: Tausend und eine Nacht – Arabische Erzählungen, Karl Müller Verlag, Erlangen 1984 (Originalwerk 1839), Band 4, S. 9–11. (Bulaq-Edition)
- Enno Littmann: Die Erzählungen aus den tausendundein Nächten, Insel Verlag, Frankfurt 1968, Band 6, S. 16–18. (Kalkutta-II-Edition)